# Durup Kirke (Skive Kommune)
 For alternative betydninger, se Durup Kirke. (Se også artikler, som begynder med Durup Kirke)
Durup Kirke ligger i Durup Sogn i det tidligere Harre Herred, Viborg Amt, nu Skive Kommune Region Midtjylland.
Kor og skib er opført i romansk tid af granitkvadre over en let profileret sokkel; Begge døre er tilmuret, syddøren er næsten forsvundet i murværket. I korets murværk ses oprindelige vinduer mod øst og nord. Mod nord ses et sengotisk våbenhus, som nu er omdannet til ligkapel. Kirken har haft et sengotisk tårn, som er blevet nedrevet i 1931, da det nuværende tårn og våbenhus mod syd blev opført. I tårnets vestmur er indsat en række romanske vinduer. Blandt indgangens tærskelsten ses det gamle alterbord med helgengrav. I 1880'erne blev byen stationsby, og den voksede så stærkt, at man i 1931 valgte at udbygge kirken.
Kirken har fladt bjælkeloft. Korbuen blev udvidet. På alterbordet står den gamle altertavle med malerier fra 1700-tallet, den blev i 1931 erstattet med en altertavle af Johan Thomas Skovgaard, men omkring 1980 blev den gamle altertavle atter opstillet på alteret og Skovgaards maleri ophængt på skibets nordvæg. Prædikestolen fra 1640-50 har hjørnefigurer og felter med malerier af Kristus og evangelisterne.
Den romanske døbefont af granit har glat kumme og randprofil.
- Kirkerummet set mod øst
- Alteret
- Døbefont
- Prædikestol

## Eksterne kilder og henvisninger
- Durup Kirke Arkiveret 31. januar 2011 hos  Wayback Machine hos nordenskirker.dk
- Durup Kirke Arkiveret 19. september 2015 hos  Wayback Machine hos KortTilKirken.dk

- Wikimedia Commons har flere filer relateret til Durup Kirke (Skive Kommune)